# Sicya snoviaria
Sicya snoviaria är en fjärilsart som beskrevs av George Duryea Hulst 1888. Sicya snoviaria ingår i släktet Sicya och familjen mätare. Inga underarter finns listade i Catalogue of Life.